# Mike Banks

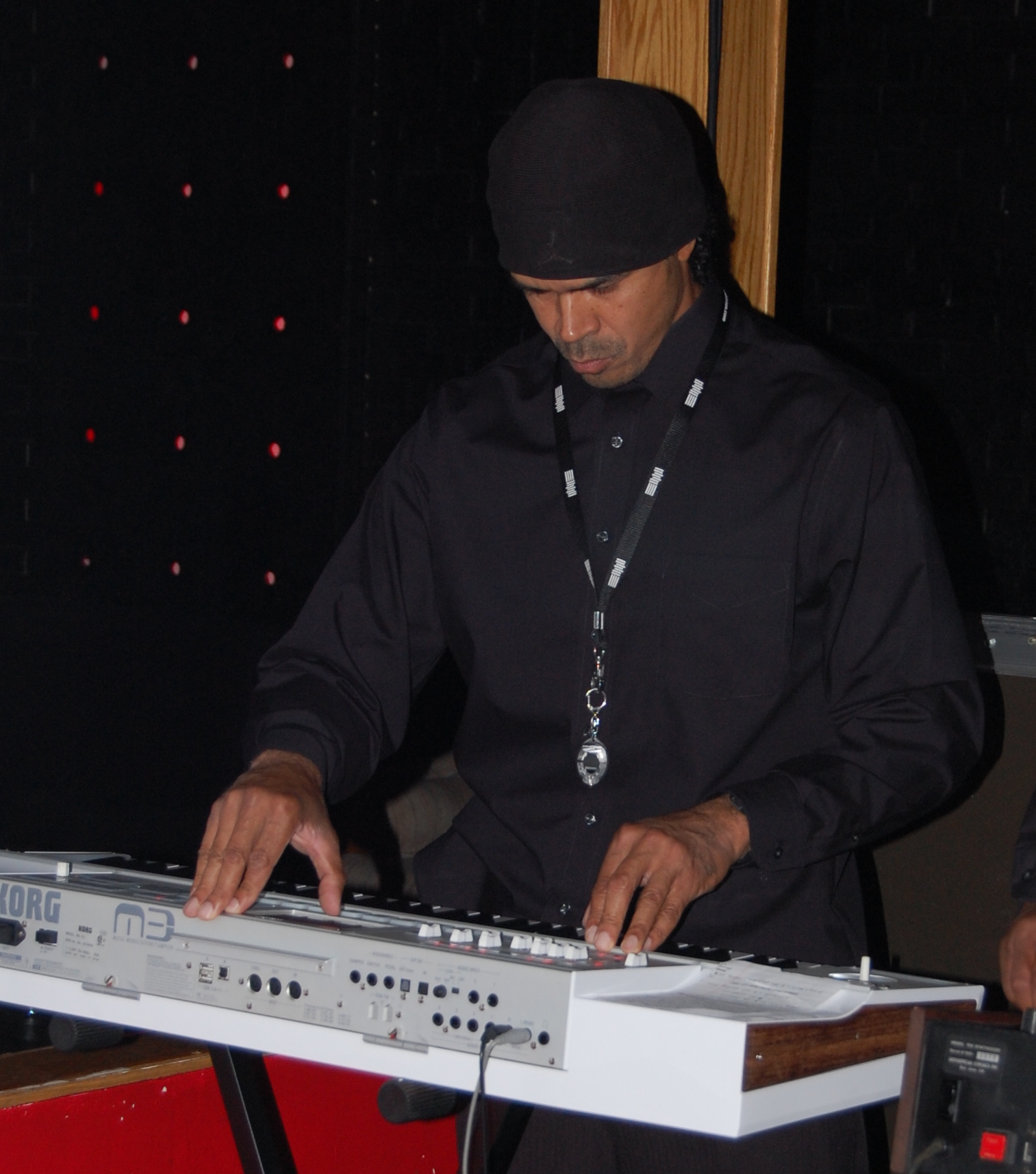
Mike Banks, 2010

Mike "Mad Mike" Banks is een techno-producer uit Detroit, en medeoprichter van het Underground Resistance-platenlabel, samen met Jeff Mills en Robert Hood.
Zijn eerste stappen in de muziek zette Mike Banks als basgitarist in een funkband. Later werd hij een vaandeldrager van de tweede golf technoartiesten die vanaf de jaren 90 vanuit Detroit de wereld veroverden met hun minimale, harde elektronische funk.
Mike Banks geldt als een van de meest politiek bewuste technoartiesten, die in zijn artistieke creaties - soms zelfs tot op het krassen van boodschappen op vinylplaten toe - vaak refereert aan de sociale wantoestanden waarin een groot deel van de Amerikaanse Indiaanse en zwarte bevolking zich bevindt. Hij weigerde ook gedurende vele jaren naar buiten te treden, en verborg tijdens bv. interviews zijn gezicht achter een bandana.